# Giuseppe Galimberti
Giuseppe Galimberti (Milano, 24 febbraio 1903 – ...) è stato un calciatore italiano, di ruolo attaccante.

## Carriera
Cresce nelle giovanili dell'Inter, per poi passare nel 1924 alla Trevigliese, in Seconda Divisione, all'epoca secondo livello del calcio italiano; dopo tre stagioni con la squadra biancoazzurra, viene acquistato dalla Comense, squadra di Prima Divisione (nel frattempo diventata il secondo livello del calcio italiano, con il declassamento della Seconda Divisione a campionato di terzo livello). Nella prima stagione con la sua nuova squadra va a segno una volta nelle 11 partite disputate, mentre l'anno seguente gioca 23 partite, segnando un altro gol. Nella stagione 1929-1930 passa invece all'Atalanta, con cui segna 4 gol in 20 partite nel campionato di Serie B; l'anno seguente passa al Varese, con cui realizza 2 reti in 13 partite nel campionato di Prima Divisione, che con la nascita di Serie A e Serie B era nel frattempo stato declassato a terza serie del calcio italiano. Nel 1931 viene acquistato dal Pavia, sempre nel campionato di Prima Divisione, con cui in due anni gioca 7 partite senza segnare nessuna rete; dopo aver passato due anni nel Saronno, conclude la carriera giocando per tre anni nei campionati regionali con la Trevigliese e per un anno con la Dopolavoro Dalmine, ritirandosi definitivamente dall'attività agonistica nel 1939.